# ساحة رياض الصلح
ساحة رياض الصلح هي ساحة (مربع) تقع في قلب وسط بيروت، لبنان. 

## نظرة عامة

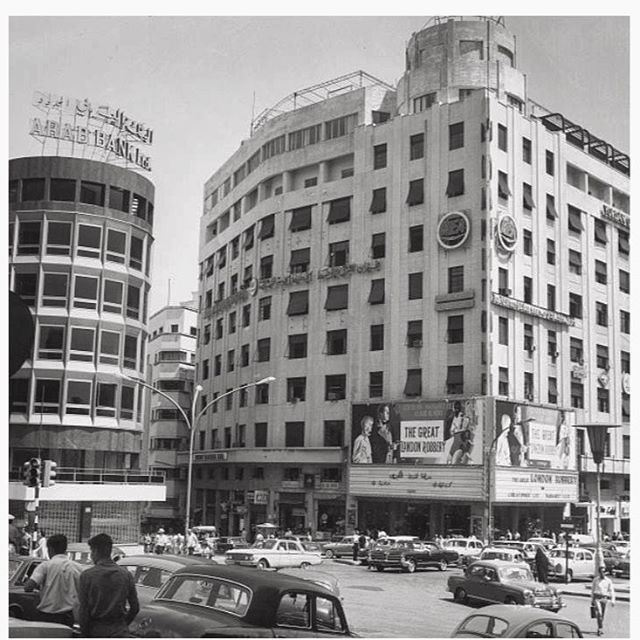
ساحة رياض الصلح في عام 1971

سميت الساحة على اسم أول رئيس وزراء لبنان المستقل، رياض الصلح. مرت بتحولات كثيرة على مر تاريخ بيروت. 

## أعمال بناء

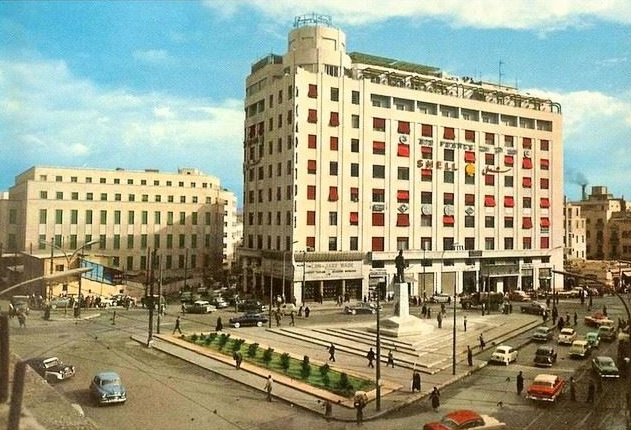
ساحة رياض الصلح في عام 1960 - (الألوان مستحدثة)

تم الانتهاء من طريق دمشق - بيروت وطريق دائري حول المدينة القديمة في عام 1863. أصبحت المنطقة ساحة حضرية معروفة باسم ساحة عاشور. تستخدم ساحة العرض العسكري وسوق الماشية لعقود من الزمن، بدأ بناء سوق مسقوف بفترة من التحديث. في وقت لاحق من عام 1943، حصل لبنان على استقلاله وأصبحت الساحة جزيرة مرورية. تم تشييد العديد من المباني الجديدة في أوائل الخمسينيات على جانبها الشمالي، بما في ذلك مباني الكابيتول وعموم أمريكا. في عام 1957، تم إعادة تسمية الساحة بعد أن حصلت على تمثال رياض الصلح، الذي صممه مارينو مازاكوراتي. أعيد التمثال إلى موقعه الأصلي في عام 1998، بعد إزالته خلال الحرب الأهلية اللبنانية (1975-1990). 

## التاريخ
خضع ميدان رياض الصلح، الذي سمي على اسم أول رئيس وزراء لبنان، لتحولات عديدة عبر تاريخ بيروت. في العصر الروماني، سيطرت المباني العامة الكبيرة على هذه المنطقة التي كانت تقع سابقًا خارج سور المدينة الهلنستية. في وقت لاحق، أصبحت مساحة للتجمع خارج بوابات المدينة. كان لإكمال طريق دمشق - بيروت وطريق دائري حول المدينة القديمة في عام 1863 تأثير كبير على المنطقة. أصبحت ساحة حضرية تُعرف باسم ساحة عاشور. بعد استخدامه كموقع عسكري عسكري وسوق للماشية لعقود من الزمن، بدأ بناء سوق مسقوف بفترة من التحديث. تمت إضافة حديقة عامة مفروشة بكشك، بالإضافة إلى نافورة مبنية على شرف السلطان عبد الحميد الثاني. بنيت صيدلية تابعة للبلدية وخدمة التلغراف على الحافة الشمالية للمربع. بعد استقلال لبنان في عام 1943، أصبحت الساحة جزيرة مرورية. في أوائل الخمسينيات، تم بناء العديد من المباني الجديدة على جانبها الشمالي، بما في ذلك مباني الكابيتول وعموم أمريكا. هذا عدل الطابع العثماني للساحة، وأكمل خطط تحديث المدينة. تم إعادة تسمية الساحة في عام 1957، عندما تلقت تمثال رياض الصلح، الذي صممه مارينو مازاكوراتي. أزيل التمثال خلال الحرب الأهلية اللبنانية (1975-1990)، وأعيد التمثال إلى موقعه الأصلي في عام 1998. 

## الجدول الزمني
العصر الروماني: سيطرت المباني العامة الكبيرة على هذه المنطقة، وأصبحت فيما بعد مساحة للتجمع خارج بوابات المدينة. 
1863: تم الانتهاء من طريق دمشق - بيروت وطريق دائري حول المدينة القديمة. أصبحت المنطقة ساحة حضرية معروفة باسم ساحة عاشور. 
1943: حصل لبنان على استقلاله وأصبحت الساحة جزيرة مرورية. 
أوائل خمسينيات القرن العشرين: تم بناء العديد من المباني الجديدة على الجانب الشمالي منها مباني الكابيتول وعموم أمريكا 
1957: تم إعادة تسمية الساحة بعد أن حصلت على تمثال رياض الصلح، الذي صممه مارينو مازاكوراتي. 
1998: أعيد التمثال إلى موقعه الأصلي بعد إزالته خلال الحرب الأهلية (1975-1990). 